# Lin Guipu
Lin Guipu (chinesisch 林贵埔, Pinyin Lín Guìpǔ, * 21. April 1997 in Cangnan, Volksrepublik China) ist ein chinesischer Badmintonspieler. 

## Karriere
Lin Guipu siegte 2014 bei den Dutch Juniors und bei den German Juniors. Ein Jahr zuvor stand er bereits im Achtelfinale der Vietnam Open 2013. Bei den Chinese Taipei Open 2014 schied er dagegen schon in der ersten Runde aus. Im gleichen Jahr wurde er Juniorenweltmeister.

## Referenzen
- Lin Guipu beim Badminton-Weltverband

| Personendaten    | Personendaten                                         |
| ---------------- | ----------------------------------------------------- |
| NAME             | Lin, Guipu                                            |
| ALTERNATIVNAMEN  | 林贵埔 (chinesisch); Lín Guìpǔ (Pinyin-Romanisierung) |
| KURZBESCHREIBUNG | chinesischer Badmintonspieler                         |
| GEBURTSDATUM     | 21. April 1997                                        |
| GEBURTSORT       | Cangnan, Volksrepublik China                          |